# رياضة رقص بارالمبية
رياضة الرقص البارالمبية أو رياضة الرقص على الكراسي المتحركة هي شكل من أشكال الرقص الرياضي التنافسي، والذي يكون فيه جميع الراقصين أو أحدهم على الأقل على كرسي متحرك، وتنظم هذه الرياضة وفقًا للوائح وقواعد الاتحاد العالمي للرقص الرياضي.

## لمحة تاريخية
ظهرت رياضة الرقص على الكراسي المتحركة في السويد عام 1968، وكان الهدف الرئيسي منها في ذلك الوقت هو الترفيه عن المقعدين وإعادة تأهيلهم، وفي عام 1975 أقيمت أول مسابقة للرقص على الكراسي المتحركة، ثُم أقيمت أول مسابقة دولية للرقص على الكراسي المتحركة في السويد عام 1977، وتلاها بعد ذلك العديد من المسابقات الإقليمية والدولية، ففي عام 1998 أقيمت أول بطولة عالمية للرقص على الكراسي المتحركة في اليابان. تخضع رياضة الرقص على الكراسي المتحركة بدءًا من عام 1998 وحتى الآن للاتحاد العالمي لرياضة الرقص البارالمبي، وهي لجنة فرعية تابعة للجنة البارالمبية الدولية.
أصبح الرقص على الكراسي المتحركة نشاطًا اجتماعيّا وترفيهيًا شائعًا في أكثر من 40 دولة حول العالم. وتشمل الفوائد الجسدية للرقص على الكراسي المتحركة الحفاظ على التوازن الجسدي والمرونة وتنسيق الحركة وتحسين التحكم في الجهاز التنفسي، إلى جانب الآثار النفسية الإيجابية للمشاركة في فعاليات رياضية واجتماعية للرقص على الكراسي المتحركة كالتفاعل الاجتماعي وتنمية العلاقات. بالنسبة للراقصين الاجتماعيين، فإنّ هذه الفعاليات تمثل فرصة للمشاركة في حدث ممتع وودود مع الآخرين، وبالنسبة للمنافسين، فهي تساهم في تطوير اللعب النزيه والروح الرياضية ومهارات الاتصال نظرا لكون الرقص على الكراسي المتحركة نشاط يدمج مستخدم الكرسي المتحرك مع الشخص السليم.
في فبراير (شباط) 2008، أنشأت جامعة ديلاوير بالاشتراك مع مؤسسة دانسويلز الأمريكية ومن خلال منحة من مؤسسة كريستوفر ودانا ريف برنامج دانسويلز للتدريب الجامعي لتدريب الطلاب على رياضة الرقص على الكراسي المتحركة. كانت هذه الدورة هي الدورة التدريبية المعتمدة الأولى من نوعها في الولايات المتحدة الأمريكية. تغير اسم رياضة الرقص على الكراسي المتحركة كجزء من إعادة تسمية اللجان الفرعية الحاكمة للجنة الدولية للبراءات لتسمى برياضة الرقص البارالمبي بدءًا من عام 2016، وقد كان هذا التغيير جزءًا من جهود تنمية المشاركة في الرياضات البارالمبية لغير أصحاب الكراسي المتحركة"، مثل تنظيم الأحداث الرياضية الراقصة التي يشارك فيها متنافسون بأطراف صناعية. وفي عام 2021، بدأت اللجنة البارالمبية الدولية عملية نقل إدارة الرياضات ذاتية الإدارة إلى أطراف ثالثة. وفي يناير 2024، نقلت اللجنة البارالمبية الدولية إدارة الرياضة إلى الاتحاد الدولي لرياضة القدرة (الاتحاد الدولي لرياضة القدرة سابقًا)، والذي سعى إلى إدراج رياضة الرقص البارالمبي في دورة الألعاب البارالمبية الصيفية لعام 2024، غير أن اللجنة البارالمبية الدولية لم تختارها للنظر فيها، واختارت في النهاية عدم إضافة أي رياضات جديدة لمنافسات البطولة.

## التصنيف
يتم تصنيف الرياضيين الذين يمارسون رياضة الرقص على الكراسي المتحركة إلى فئتين:
- لاعبين حاصلين على 14 نقطة أو أقل.
- لاعبين حاصلين على أكثر من 14 نقطة.

وهناك ثلاثة أنماط من رياضة الرقص على الكراسي المتحركة على النحو التالي:
- كومبي: وفيها يقوم بالرقص أحد مستخدمي الكراسي المتحركة بالاشتراك مع شريك قادر (واقف).
- الثنائي: وفيها يقوم بالرقص اثنين من مستخدمي الكراسي المتحركة معًا.
- التدريب: وهي رقصات لأربعة أو ستة أو ثمانية أزواج يرقصون في التشكيل

## الأندية والاتحادات

### في فرنسا
تحتوي فرنسا على نحو 48 ناديا للرقص تنتسب جميعها إلى الاتحاد الفرنسي لرياضات المعاقين (FFH)، والذي يتشكل من مجموعة من الجمعيات التي تنتشر في جميع أنحاء فرنسا، ويُعتبر بمثابة اللجنة البارالمبية الوطنية الفرنسية.

## البطولات

### بطولة أوروبا لرياضة الرقص البارالمبي
| نسخة البطولة | سنة الانعقاد | الدولة المنظمة | المدينة المضيفة |
| ------------ | ------------ | -------------- | --------------- |
| 1            | 1991         | ألمانيا        | ميونخ           |
| 2            | 1993         | النرويج        | أوسلو           |
| 3            | 1995         | ألمانيا        | دويسبورغ        |
| 4            | 1997         | السويد         | هارنوساند       |
| 5            | 1999         | اليونان        | أثينا           |
| 6            | 2001         | هولندا         | آرنم            |
| 7            | 2003         | بيلاروسيا      | مينسك           |
| 8            | 2007         | بولندا         | وارسو           |
| 9            | 2009         | إسرائيل        | تل أبيب         |
| 10           | 2014         | بولندا         | وارسو           |
| 11           | 2016         | سلوفاكيا       | كوشيتسه         |

### بطولة العالم لرياضة الرقص البارالمبي
| نسخة البطولة | سنة الانعقاد | الدولة المنظمة | المدينة المضيفة |
| ------------ | ------------ | -------------- | --------------- |
| 1            | 1998         | اليابان        | ناغانو          |
| 2            | 2000         | النرويج        | أوسلو           |
| 3            | 2002         | بولندا         | وارسو           |
| 4            | 2004         | اليابان        | طوكيو           |
| 5            | 2006         | هولندا         | آرنم            |
| 6            | 2008         | بيلاروسيا      | مينسك           |
| 7            | 2010         | ألمانيا        | هانوفر          |
| 8            | 2013         | اليابان        | طوكيو           |
| 9            | 2015         | إيطاليا        | روما            |
| 10           | 2017         | بلجيكا         | مولا            |

### بطولة آسيا لرياضة الرقص البارالمبي
| نسخة البطولة | سنة الانعقاد | الدولة المنظمة | المدينة المضيفة |
| ------------ | ------------ | -------------- | --------------- |
| 1            | 2016         | تايبيه الصينية | تايبيه الجديدة  |